# Peipsiääre kommun
Peipsiääre kommun (estniska: Peipsiääre vald) är en kommun i landskapet Tartumaa i sydöstra Estland. Kommunen ligger cirka 170 kilometer sydost om huvudstaden Tallinn. Småköpingen Alatskivi utgör kommunens centralort.
Den nuvarande kommunen bildades den 23 oktober 2017  genom en sammanslagning av dåvarande Peipsiääre kommun med Kallaste stad, Alatskivi kommun, Pala kommun och Vara kommun. Samtidigt med detta överfördes också området motsvarande tidigare Pala kommun från landskapet Jõgevamaa till Tartumaa.

## Geografi
Peipsiääre kommun är belägen vid västra stranden av sjön Peipus. Kommunen gränsar i söder till Kastre kommun och Luunja kommun, i väster till Tartu kommun samt i norr till Mustvee kommun i landskapet Jõgevamaa.

## Orter
I Peipsiääre kommun finns en stad, fyra småköpingar samt 84 byar.

### Städer
- Kallaste

### Småköpingar
- Alatskivi (centralort)
- Kasepää
- Kolkja
- Varnja

### Byar
- Alajõe
- Alasoo
- Assikvere
- Haapsipea
- Haavakivi
- Kadrina
- Kargaja
- Kauda
- Keressaare
- Kesklahe
- Kirtsi
- Kodavere
- Kokanurga
- Kokora
- Koosa
- Koosalaane
- Kuningvere
- Kusma
- Kuusiku
- Kõdesi
- Lahe
- Lahepera
- Linaleo
- Lümati
- Matjama
- Meoma
- Metsakivi
- Metsanurga
- Moku
- Mustametsa
- Naelavere
- Nina
- Nõva
- Orgemäe
- Padakõrve
- Pala
- Papiaru
- Passi
- Peatskivi
- Perametsa
- Piibumäe
- Piirivarbe
- Pilpaküla
- Praaga
- Punikvere
- Pusi
- Põdra
- Põldmaa
- Põrgu
- Päiksi
- Pärsikivi
- Raatvere
- Ranna
- Rehemetsa
- Riidma
- Ronisoo
- Rootsiküla
- Rupsi
- Saburi
- Sassukvere
- Savastvere
- Savimetsa
- Savka
- Selgise
- Sipelga
- Sookalduse
- Sudemäe
- Sõõru
- Särgla
- Sääritsa
- Tagumaa
- Torila
- Toruküla
- Tõruvere
- Tähemaa
- Undi
- Vanaussaia
- Vara
- Vea
- Virtsu
- Välgi
- Väljaküla
- Äteniidi
- Ätte